# 482
Cette page concerne l'année 482  du calendrier julien. Pour l'année 482 av. J.-C., voir 482 av. J.-C. Pour le nombre 482, voir 482 (nombre).
L'année 482 est une année commune qui commence un vendredi.

## Événements
- Pour éteindre le conflit entre les monophysites et les catholiques, l'empereur Zénon promulgue un édit de compromis connu sous le nom de Henotikon. Il provoque avec le pape un schisme en 484[1].
- Les catholiques sont persécutés en Afrique par le roi des Vandales Hunéric (482-484)[2]. Certains d’entre eux se réfugient dans les oasis du désert, en Espagne, en Gaule ou en Italie, emportant avec eux de précieux manuscrits, dont ceux d’Augustin.
- Établissement de la ville de Kiev par les Slaves au bord du fleuve Dniepr.

## Naissances en 482
- Saint Armel des Boschaux, saint breton.

## Décès en 482
- 8 janvier : Séverin du Norique